# Jacques Henric
Pour les articles homonymes, voir Henric.
Jacques Henric, né le 21 décembre 1938 à Paris, est un critique, essayiste et romancier français.

## Biographie

### Jeunesse et formation
Jacques Henric passe son enfance à Maintenon en Eure-et-Loir.
De 1954 à 1958, il suit les cours de l'École normale d'instituteurs de Chalons-sur-Marne, puis pendant un an ceux de la faculté des lettres de l'université de Dijon.

### Carrière

#### Enseignement
Il enseigne pendant dix ans dans un collège, à Fismes, près de Reims, puis à Paris, dans plusieurs collèges, et au lycée Montaigne. Il abandonne l'enseignement en 1969.

#### Écriture
De 1960 à 1968, il écrit dans la presse communiste, notamment dans l’hebdomadaire culturel né de la Résistance, Les Lettres françaises, que dirige alors Louis Aragon. 
Il rencontre au milieu des années 1960 le groupe Tel Quel. Philippe Sollers publie ses premiers textes dans la revue qu’il dirige aux éditions du Seuil, ainsi que ses trois premiers romans, Archées (1969), Chasses (1975) et Carrousels (1980). 
Ses romans et essais suivants seront publiés chez Grasset, Denoël, Stock, puis à nouveau au Seuil, dans la collection « Fiction & Cie », dirigée par Denis Roche, aujourd’hui par Bernard Comment.
Il relate son parcours politique et littéraire dans Politique, publié en 2007 (Le Seuil).

#### Critique d'art
Il appartient depuis 1972 au comité de direction de la revue Art press que dirige Catherine Millet.
Il y écrit souvent des articles louangeurs sur des écrivains comme Pierre Guyotat, Philippe Sollers, Antonin Artaud ou Georges Bataille, et des articles dans la rubrique « Le feuilleton », où il lance des polémiques en rapport avec la littérature et l'art contemporain.
En novembre 2015, une première étude critique complète de son œuvre paraît aux éditions Tinbad, Jacques Henric entre image et texte, par Guillaume Basquin.

### Prise de position
En décembre 2023, il est signataire de la tribune « N'effacez pas Gérard Depardieu », visant à défendre la présomption d'innocence de Gérard Depardieu, accusé de viol, d'agression et harcèlement sexuels.

### Vie privée
En 1991, il épouse Catherine Millet, rencontrée en 1971.

## Publications

### Romans
- Archées, Le Seuil, coll. « Tel Quel », 1969[6]
- Chasses, Le Seuil, coll. « Tel Quel », 1975
- Carrousels, Le Seuil, coll. « Tel Quel », 1980 ; rééd. Tinbad, 2015
- Car elle s'en va la figure du monde, Grasset, 1985
- Walkman, Grasset, 1988
- Adorations perpétuelles, Le Seuil, coll. « Fiction et Cie », 1994[7]
- L’Habitation des femmes, Le Seuil, coll. « Fiction et Cie », 1998
- Comme si notre amour était une ordure !, Stock, 2004
- La Balance des blancs, Le Seuil, coll. « Fiction et Cie », 2011
- Boxe (essai romancé), Le Seuil, coll. « Fiction et Cie », 2016 Prix Médicis essai 2016 ; prix essai de l'Académie française 2016.
- La Nuit folle, Le Seuil, coll. « Fiction et Cie », 2021

### Théâtre
- Méduses, scènes de naufrage, Dumerchez, 1993
- La Bave et la grâce, Théâtre du Vieux-Colombier, diffusion France Culture ; par les acteurs de la Comédie-Française des années 2000

### Essais
- La Peinture et le mal, Grasset, 1983 ; rééd. Exils, 2000, 272 p.
- En plein dans tout. Bernard Dufour, Marval, 1986
- Pierre Klossowski, Adam Biro, 1989
- Louis-Ferdinand Céline, Marval, 1991
- Le Roman et le sacré, Grasset, Marval, 1991
- L'Homme calculable, Les Belles Lettres, 1991
- Dormez mes bien-aimées. Manet, Flohic, 1999
- Et si au contraire du poisson le XXe siècle pourrissait par la queue ?, Pleins feux, 1999
- Légendes de Catherine M., Denoël, 2001
- Catherine "M", l'album, L'Instantanée, 2004
- Quand le sexe fait signe à la pensée, éd. Cécile Defaut, 2007
- Obsessions nocturnes, sur un travail photographique de Jorge Amat, avec un DVD où il lit son propre texte, éd. Édite, 2006
- Politique, Le Seuil, coll. « Fiction et Cie », 2007
- Erotica, avec Antonio Saura, 5 Continents éditions, 2008
- Faire la vie. Entretien avec Pascal Boulanger, éd. Corlevour, 2013

### Journal
- Les Profanateurs - Journal (1971-2015), éd. Plon  (ISBN 2-2593-2180-1), 544 p., 2025